# Time Splitters
Time Splitters fue un tag team de lucha libre profesional conformado por Alex Shelley y KUSHIDA, anteriormente compitieron en la New Japan Pro-Wrestling.
Entre los logros del equipo se destaca dos reinados como Campeones en Parejas Peso Pesado Junior de la IWGP, tres veces Campeón Peso Pesado Junior de la IWGP ganado por KUSHIDA y los segundos ganadores del Super Junior Tag Tournament en 2012.

## Historia

### New Japan Pro-Wrestling (2012-2015)

#### 2012-2013
El 26 de agosto de 2012, Alex Shelley y AJ Kirsch desafiaron sin éxito a Forever Hooligans (Alex Koslov y Rocky Romero) por el Campeonato en Parejas Peso Pesado Junior de la IWGP en un evento de la Federación de Luchas de Sacramento (SWF) en Gridley, California. Después del combate, KUSHIDA salvó a Shelley de una paliza a manos de Koslov y Romero. Shelley y Kushida comenzaron a formar el equipo como "Time Splitters" y obtuvieron varias victorias sobre Koslov y Romero en varias luchas por equipos, luego de debutar su nueva maniobra de doble equipo, el I-94. El 8 de octubre en King of Pro-Wrestling, Time Splitters desafió sin éxito a Forever Hooligans por los títulos. El 21 de octubre, los Time Splitters ingresaron en el Super Junior Tag Tournament, derrotando a Jado y Gedo en su primer partido de la ronda. El 2 de noviembre, Shelley y Kushida derrotaron a Suzuki-gun (Taichi & Taka Michinoku) para avanzar a las finales, donde, más tarde ese mismo día, derrotaron al Apollo 55 para ganar el torneo y convertirse en los contendientes número uno por el Campeonato en Parejas Peso Pesado Junior de la IWGP. 
El 11 de noviembre en Power Struggle, los Time Splitters derrotaron a Forever Hooligans en una revancha para ganar los Campeonatos en Parejas Peso Pesado Junior de la IWGP. Time Splitters hizo su primera defensa exitosa del título el 10 de febrero de 2013, en The New Beginning, derrotando a Forever Hooligans en el tercer partido por el título entre los dos equipos. Su segunda defensa exitosa tuvo lugar el 3 de marzo en el evento del 41 aniversario de New Japan, donde derrotaron a Jushin Thunder Liger y Tiger Mask. Dos días después, en Invasion Attack, Time Splitters derrotó a Prince Devitt y Ryusuke Taguchi por su tercera defensa exitosa por sus títulos. El 3 de mayo, en Wrestling Dontaku, Time Splitters perdió el Campeonatos en Parejas Peso Pesado Junior de la IWGP de vuelta ante los Forever Hooligans en su cuarta defensa.

#### 2014-2015
Time Splitters recibió una revancha por el Campeonatos en Parejas Peso Pesado Junior de la IWGP el 4 de enero de 2015, en Wrestle Kingdom 9, en un Tag Team Fatal 4-Way que también involucró a Forever Hooligans y The Young Bucks, pero fueron derrotados nuevamente por reDRagon. El 11 de febrero en The New Beginning en Osaka, Time Splitters recibió otra oportunidad por el título en un Triple Threat Match, pero esta vez fueron derrotados por The Young Bucks, quienes se convirtieron en los nuevos campeones.
Luego del torneo de Super Junior Tag Tournament de 2015, Shelley abandonó Japón y regresó a ROH, donde reformó el equipo de The Motor City Machine Guns con Chris Sabin así disolviéndose el equipo.

### WWE (2020)
En el episodio del 8 de enero de NXT, se anunció que el compañero sorpresa de KUSHIDA para el Dusty Rhodes Tag Team Classic 2020 sería su antiguo compañero Alex Shelley, reformando los Time Splitters.

## En lucha
- Movimientos finales en equipo
  - I-94 (Sitout powerbomb (KUSHIDA) / Sliced Bread #2 (Shelley) combination)[4][5]
  - Outatime (Falling neckbreaker (Shelley) / Moonsault (KUSHIDA) combination)[6][7]
- Movimientos finales de Shelley
  - Automatic Midnight (Over the shoulder back-to-belly piledriver)[8]
  - Shelley Clutch (Modified arm wrench inside cradle)
- Movimientos finales de KUSHIDA
  - 9469 (Crossface with a knee to the opponent's back)[9]
  - Hoverboard Lock (Kimura lock)[10][11]
  - Midnight Express (Corkscrew moonsault)[9]

## Campeonatos y logros
- New Japan Pro-Wrestling
  - IWGP Junior Heavyweight Championship (1 veces) – KUSHIDA (1)
  - IWGP Junior Heavyweight Tag Team Championship (2 veces)
  - Best of the Super Juniors (2015) – KUSHIDA[12]
  - Super Junior Tag Tournament (2012)